# Castelmoron-d'Albret
Castelmoron-d'Albret är en kommun i departementet Gironde i regionen Nouvelle-Aquitaine i sydvästra Frankrike. Kommunen ligger i kantonen Monségur som tillhör arrondissementet Langon. År 2022 hade Castelmoron-d'Albret 51 invånare.

## Befolkningsutveckling
Antalet invånare i kommunen Castelmoron-d'Albret
Referens:INSEE